# Vicaria
Vicaria (de l'italien : vicarage, au sens séculier, « résidence du vice-régent ») est un quartier de la ville de Naples, dans le sud de l'Italie.   
Le quartier tire son nom de la section est de la via dei Tribunali (la « rue des Palais de justice »), dans le quartier de San Lorenzo, section autrefois connue sous le nom de via della Vicaria, dénommée d'après la « Vicaria » — aujourd'hui le Palazzo Ricca (it), toujours visible à l'extrémité est de la rue — qui abritait le tribunal principal sous la vice-royauté espagnole. 

## Géographie
Le quartier de Vicaria s'étend sur 0,72 km2.

## Population
En 2001, Vicaria comptait 15 464 habitants.